# Miha Zajc
Miha Zajc, slovenski nogometaš, * 1. julij 1994, Šempeter pri Gorici.
Člansko kariero je začel leta 2012 v klubu Interblock v slovenski prvi ligi, leta 2012 je bil posojen v Olimpijo in v letih 2013 in 2014 v Celje. Leta 2014 je prestopil k Olimpiji. Skupno je v prvi ligi odigral 122 prvenstvenih tekem in dosegel 20 golov. Januarja 2017 je prestopil v Empoli, ki igra v Serie A. Leta 2019 je prestopil v turški klub Fenerbahçe. Leta 2020 je bil posojen eno leto v Genoa in od 2024 je posojen v Toulouse FC. Leta 2025 je prestopi v Dinamo Zagreb.
Zajc je debitiral v dresu članske reprezentance 23. marca 2016 na prijateljski tekmi v Kopru proti Makedoniji.